# Luisenplatz
Luisenplatz är ett torg i den tyska delstaten Brandenburgs huvudstad Potsdam, uppkallat efter den preussiska drottningen Louise av Mecklenburg-Strelitz (1776–1810). Torget ligger i västra delen av den historiska innerstaden, vid västra änden av Brandenburger Strasse. På torget står den historiska stadsporten Brandenburger Tor.
Torgets läge mellan gågatan Brandenburger Strasse och slottet Sanssouci gör det välbesökt av turister, och här finns flera caféer och restauranger. Här hålls även flera evenemang årligen, bland annat Potsdams julmarknad.

## Historia
Det ursprungliga torget på platsen anlades här utanför den nya stadsmuren omkring 1733, i samband med att staden utvidgades västerut. Den  första stadsporten i muren, kallad Brandenburger Tor då den låg vid landsvägen mot Brandenburg an der Havel, ersattes 1770–1771 med en triumfbåge ritad av Carl von Gontard och Georg Christian Unger. Triumfbågen beställdes av Fredrik II av Preussen till minne av segern i sjuårskriget. Torget fick sin huvudsakliga nuvarande utformning av Peter Joseph Lenné 1855.
Stadsmuren revs omkring år 1900, vilket gjorde triumfbågen fristående i det nu utvidgade torgets mitt. Omkring 1930 gjordes torget om till parkeringsplats. Det döptes om till Platz der Nationen under DDR-epoken, men återfick det ursprungliga namnet i samband med Tysklands återförening 1990. Inför 2001 års Bundesgartenschau, den tyska nationella trädgårdsutställningen, återskapades torget efter Lennés ursprungliga ritningar, medan parkeringsytan förlades till ett underjordiskt parkeringsgarage.